# Kaysites
Les Kaysites sont les membres d'une dynastie musulmane arabe qui a gouverné l'émirat de Manzikert d'environ 860 à 964, un des émirats les plus puissants de l'époque en Arménie.

## Liste des émirs
- 772-810 : Djahap al-Qaisi s'empare de l'Archarouniq et épouse une princesse Mamikonian ;
- 810-820 : Abd al-Malik, son fils ;
- 820-830 : Sévada ibn Djahapi ;
- vers 863: Djahap II ibn Sévada.

## Sources
- René Grousset, Histoire de l’Arménie des origines à 1071 [détail des éditions]